# Diana Gabaldon
Diana J. Gabaldon (Flagstaff, 11 gennaio 1952) è una scrittrice statunitense.
È conosciuta per aver scritto Outlander, una serie di romanzi che ha come protagonista Claire Beauchamp, una donna del XX secolo che si ritrova catapultata indietro nel tempo nella Scozia del 1743, dove assiste in prima persona alla seconda insurrezione giacobita. Gli elementi principali dei suoi libri sono l'ambientazione storica, i viaggi nel tempo, l'avventura e il romanticismo.
Dai suoi romanzi è stata tratta la serie televisiva di Starz Outlander, adattata da Ronald D. Moore.

## Biografia
Diana J. Gabaldon è nata l'11 gennaio 1952, in Arizona (Stati Uniti d'America). Suo padre, Tony Gabaldon (1931-1998), era un senatore dello Stato dell'Arizona originario di Flagstaff, dove la Gabaldon è cresciuta, mentre la famiglia di sua madre era originaria dello Yorkshire (Inghilterra).
Ha conseguito una laurea in zoologia alla Northern Arizona University nel 1973, un master in biologia marina presso l'Università della California di San Diego, più precisamente allo Scripps Institution of Oceanography, nel 1975, e un Ph.D. in ecologia ancora alla Northern Arizona University nel 1978. Dalla stessa università, ha ricevuto inoltre una laurea honoris causa in scienze umanistiche nel 2007. Assistente professoressa a tempo pieno presso il centro per gli studi ambientali dell'Università statale dell'Arizona nel 1980, si è dedicata alla ricerca, è stata un'esperta di analisi numerica e di database, e ha tenuto corsi universitari di anatomia e altre materie, fondando la rivista scientifica Science Quarterly Software. Nella metà degli anni '80, la Gabaldon ha scritto articoli e recensioni per riviste informatiche a livello nazionale, come Byte, PC Magazine e InfoWorld.
Vive a Scottsdale (Arizona) con il marito, Doug Watkins. La coppia ha tre figli adulti: Laura, Samuel e Jennifer. Dopo la pubblicazione del suo primo libro, si è dimessa dalla sua posizione all'Arizona State University per diventare scrittrice a tempo pieno.

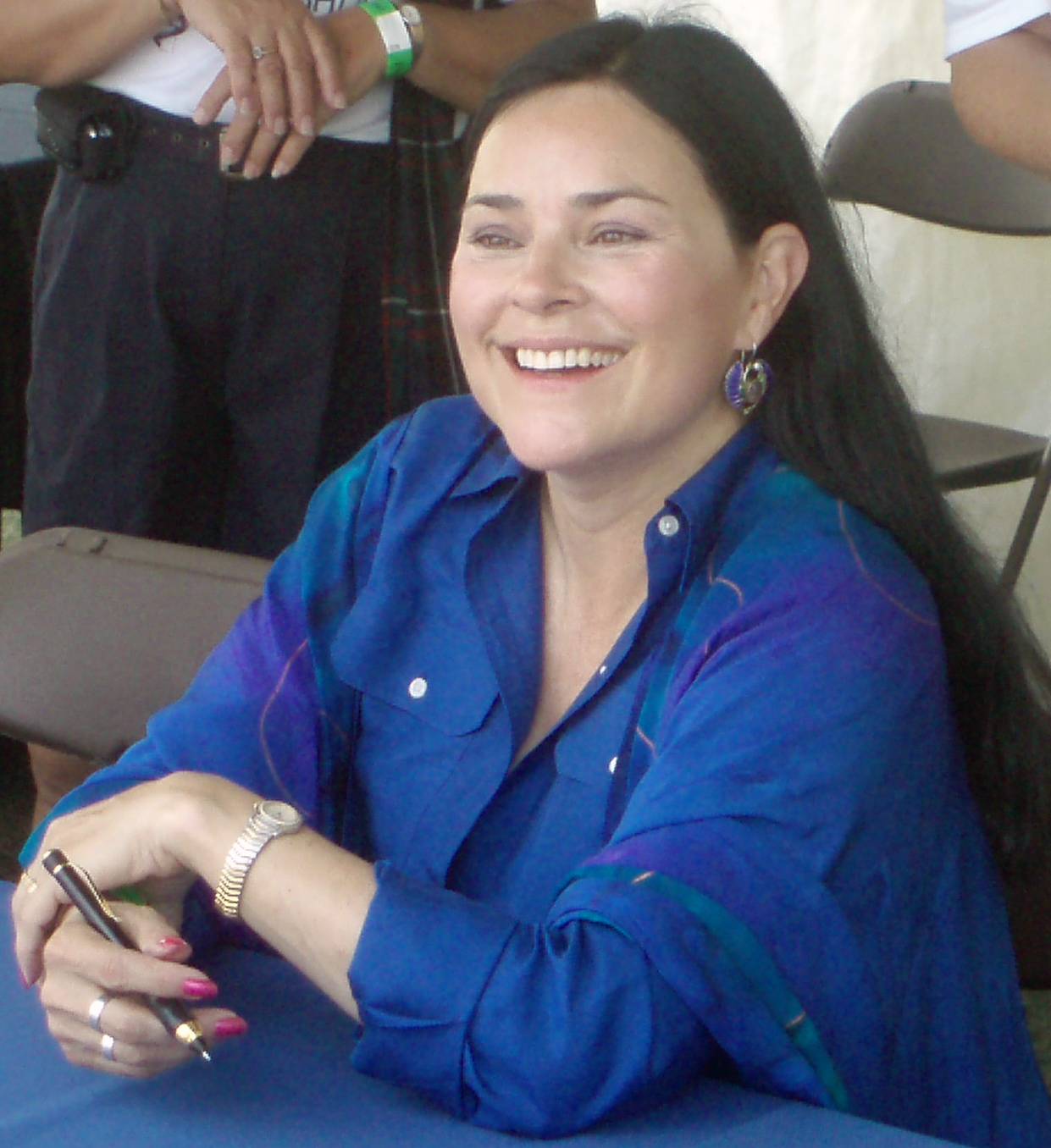
Diana Gabaldon nel 2007

Nel marzo del 1988, la Gabaldon decise di scrivere un romanzo, senza lo scopo di farsi pubblicare ma semplicemente "per imparare come si fa". Un personaggio dell'episodio intitolato War Games della serie televisiva Doctor Who, uno scozzese diciassettenne del 1745 di nome Jamie MacCrimmon, le fornì l'ispirazione per il suo protagonista maschile, Jamie Fraser, e per l'ambientazione del romanzo nella Scozia del XVIII secolo. La Gabaldon decise poi di creare "una donna inglese per contrastare tutti quei kilt scozzesi", ma il suo personaggio femminile "è subentrato nella storia e ha cominciato a raccontare in prima persona, esprimendo moderni commenti strafottenti su tutto"; per spiegare il comportamento e gli atteggiamenti emancipati del personaggio, l'autrice scelse di farla viaggiare nel tempo. Più tardi, nel corso dello stesso anno, la Gabaldon scrisse un breve estratto del suo romanzo sul CompuServe Literary Forum, che la portò a fare la conoscenza dell'agente letterario Perry Knowlton. Knowlton si prese a carico la scrittrice sulla base di un'opera ancora incompiuta, provvisoriamente intitolata Cross Stitch; il contratto prevedeva inizialmente la realizzazione di una trilogia. Il titolo del primo libro venne cambiato in Outlander prima della pubblicazione negli Stati Uniti, mentre rimase invariato in Gran Bretagna.
La serie di Outlander fu in seguito espansa con altri romanzi, ed è stata pubblicata in 26 paesi e tradotta in 23 lingue, per un totale di nove milioni di copie vendute. Include anche un libro-guida, The Outlandish Companion, che fornisce informazioni dettagliate su impostazioni, scenario, personaggi, ricerca e scrittura dei romanzi. Diana Gabaldon ha inoltre scritto una graphic novel intitolata The Exile, situata all'interno dell'universo Outlander e caratterizzata dai suoi personaggi principali, ma raccontata dal punto di vista di Jamie Fraser e del suo padrino, Murtagh. Dalla saga è stata tratta una serie spin-off incentrata su Lord John Grey, un personaggio secondario della serie originale.

## Opere

### Serie diOutlander

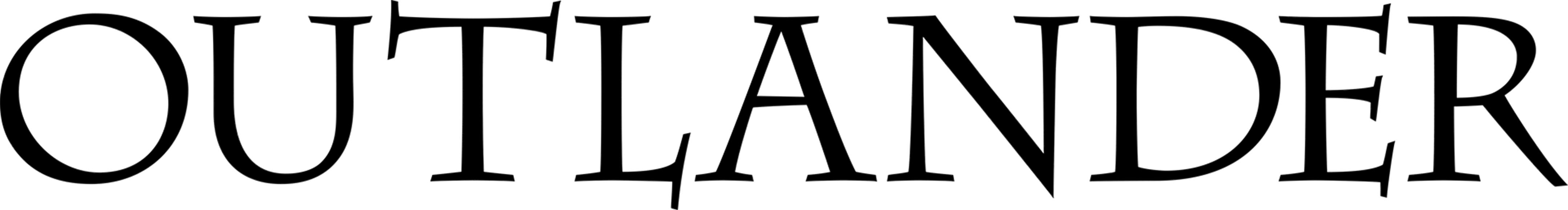
Logo della serie

La serie racchiude diversi generi, come quello storico, fantasy, romantico e d'avventura. Da essa, l'autrice ha tratto anche una serie spin-off che vede al centro un personaggio secondario di Outlander, Lord John Grey.
La serie di Outlander è composta, al 2021, da nove romanzi in lingua originale (sedici nella trasposizione italiana), tre racconti brevi, una graphic novel e due libri-guida (contenenti sinossi, presentazioni dei personaggi e altre note e informazioni). Il primo libro è stato edito in Italia, per la prima volta, da Sonzogno nel febbraio del 1993, con numerosi tagli e il titolo Ovunque nel tempo. Dal 2003 al 2022 la Corbaccio ha pubblicato i primi otto libri dividendoli ciascuno in due parti; dall'edizione 2015 il primo volume, precedentemente diviso in L'anello d'argento e Lo spirito della sorgente, è stato ri-accorpato in un solo tomo dal titolo La straniera. Dal nono volume Outlander è pubblicata da Mondadori, che nel 2023 ha iniziato la ristampa della serie senza dividere i romanzi.
La serie si concluderà con il decimo libro.

#### Romanzi
- La straniera [Outlander], Corbaccio, 2003  [1991], ISBN 887972536X.

- La libellula nell'ambra [Dragonfly in Amber], collana Fantastica, Mondadori, 2024  [1992],  p. 828, ISBN 9788804759010.

L'amuleto d'ambra, Milano, Corbaccio, 2004. ISBN 88-7972-608-0.
Il ritorno, Milano, Corbaccio, 2004. ISBN 88-7972-673-0.
- La viaggiatrice [Voyager], collana Fantastica, Mondadori, 2024  [1994],  p. 948, ISBN 9788804753643.

Il cerchio di pietre, Milano, Corbaccio, 2005. ISBN 88-7972-742-7.
La collina delle fate, Milano, Corbaccio, 2005. ISBN 88-7972-743-5.
- Tamburi d'autunno [Drums of Autumn], collana Fantastica, Mondadori, 2025  [1996],  p. 1020, ISBN 9788804753650.

Tamburi d'autunno, Milano, Corbaccio, 2006. ISBN 88-7972-778-8.
Passione oltre il tempo, Milano, Corbaccio, 2006. ISBN 88-7972-780-X.
- The Fiery Cross, New York, Delacorte Press, 2001.

La croce di fuoco, Milano, Corbaccio, 2007. ISBN 978-88-7972-868-3.
Vessilli di guerra, Milano, Corbaccio, 2007. ISBN 978-88-7972-870-6.
- A Breath of Snow and Ashes, New York, Delacorte Press, 2005.

Nevi infuocate, Milano, Corbaccio, 2008. ISBN 978-88-7972-929-1.
Cannoni per la libertà, Milano, Corbaccio, 2008. ISBN 978-88-7972-930-7.
- An Echo in the Bone, New York, Delacorte Press, 2009.

Destini incrociati, Milano, Corbaccio, 2010. ISBN 978-88-6380-057-9.
Il prezzo della vittoria, Milano, Corbaccio, 2010. ISBN 978-88-6380-058-6.
- Written in My Own Heart's Blood, New York, Delacorte Press, 2014.

Legami di sangue, Milano, Corbaccio, 2015. ISBN 978-88-6380-948-0.
Prigioniero di nessuno, Milano, Corbaccio, 2015. ISBN 978-88-6380-949-7.
- Quando accadrà dillo alle api [Go Tell the Bees That I Am Gone], collana Fantastica, Mondadori, 2022  [2021],  p. 1080, ISBN 9788804751793.

#### Racconti brevi
- 2010 - A Leaf on the Wind of All Hallows
- 2013 - The Space Between
- 2013 - Il mio nome è Jamie (Virgins, edito in italiano nel 2017 da Corbaccio, ISBN 978-88-6700-270-2). Nel 2015 è apparso nell'antologia La ragazza nello specchio e nuove storie di donne pericolose curata da George R. R. Martin e Gardner Dozois e edita da Mondadori con il titolo Vergini.
- 2016 - E adesso prendimi: Come scrivo le scene di sesso di Outlander (Give You My Body. How I write Sex Scenes, edito in italiano nel 2016 da Corbaccio, ISBN 978-88-6700-280-1)
- 2017 - Seven Stones to Stand or Fall (raccolta, contiene: The Custom of the Army, The Space Between, A Plague of Zombies, A Leaf On The Wind of All Hallows, Virgins, A Fugitive Green, Besieged)

#### Altri
- 1999 - The Outlandish Companion (libro-guida)
- 2010 - The Exile: An Outlander Graphic Novel (graphic novel)
- 2015 - The Outlandish Companion Vol. II (libro-guida)

### Serie diLord John
La serie di Lord John è uno spin-off della serie di Outlander ed è incentrata sul personaggio di Lord John Grey. La serie contiene, al 2016, tre romanzi e cinque racconti brevi. In Italia, editi da Corbaccio, sono stati pubblicati solo i primi due romanzi: Lord John and the Private Matter (che nella versione italiana prende il titolo di Lord John e una questione personale) e Lord John and the Brotherhood of the Blade (suddiviso in due parti intitolate rispettivamente Lord John e i fantasmi del passato e Lord John e una verità inaspettata).
- 1998 - Lord John and the Hellfire Club (racconto breve)
- 2003 - Lord John e una questione personale (Lord John and the Private Matter, romanzo)
- 2003 - Lord John and the Succubus (racconto breve, parte di Legends II, una collezione di racconti brevi di vari autori curata da Robert Silverberg)
- 2007 - Lord John e i fantasmi del passato / Lord John e una verità inaspettata (Lord John and the Brotherhood of the Blade, romanzo)
- 2007 - Lord John and the Haunted Soldier (racconto breve, parte della raccolta Lord John and the Hand of Devils)
- 2007 - Lord John and the Hand of Devils (raccolta dei racconti brevi della serie: Lord John and the Hellfire Club, Lord John and the Succubus, Lord John and the Haunted Soldier)
- 2010 - The Custom of the Army (racconto breve, parte di Warriors, un'antologia di racconti brevi di vari autori curata da George R.R. Martin e Gardner Dozois)
- 2011 - The Scottish Prisoner (romanzo)
- 2011 - Lord John and the Plague of Zombies (racconto breve)
- 2022 - Besieged

### Altri lavori
- 2001 - Naked Came the Phoenix (collezione di storie brevi con altri dodici autori)
- 2009 - Humane Killer (storia breve scritta con Sam Sykes, pubblicata in The Dragon Book: Magical Tales from the Masters of Modern Fantasy)
- 2009 - Phoenix Noir (collezione di storie brevi con altri quindici autori)

## Riconoscimenti
- 1992 - RITA Award (assegnato da Romance Writers of America nella categoria Miglior libro del 1991 per il romanzo Outlander)[6]
- 2006 - Quill Book Award (nella categoria Science Fiction/Fantasy/Horror per il romanzo A Breath of Snow and Ashes)[7]